# アボルファズル・ジャラリ
アボルファズル・ジャラリ（ペルシア語: ابوالفضل جلالی、Abolfazl Jalali、1998年6月26日 - ）はイランのサッカー選手。ポジションはDF。エステグラルFC所属。正確で規律の取れたプレーを見せると評される。

## 来歴

### クラブ
サイパFCの下部組織出身。2018-19シーズンのマシーン・サーズィーFC戦でリーグデビューを飾った。
2021年よりエステグラルFCに加入した。

### 代表
2022年4月10日のシリア代表戦でA代表デビュー。2022 FIFAワールドカップ・アジア3次予選では招集がなかったが、本大会メンバーには選出された。

## 代表歴

### 出場大会
- イラン代表
  - 2022 FIFAワールドカップ

### 試合数
- 国際Aマッチ 7試合 0得点（2021年-）[5]

| イラン代表 | 国際Aマッチ | 国際Aマッチ |
| 年         | 出場        | 得点        |
| ---------- | ----------- | ----------- |
| 2021       | 1           | 0           |
| 2022       | 4           | 0           |
| 2023       | 0           | 0           |
| 2024       | 2           | 0           |
| 通算       | 7           | 0           |